# 石萝藦
石萝藦（学名：Pentasacme championii）为夹竹桃科石萝藦属的植物。分布于越南以及中国大陆的云南、广西、广东、湖南等地，生长于海拔500米至1,000米的地区，多生长于溪边、丘陵山地疏林下、石缝和林谷中，目前尚未由人工引种栽培。

## 别名
五来（植物学名词审查本）；水杨柳（广西）；南石萝藦（广西药用植物名录）；假了刁竹（广西）；凤尾草（广东）；满草（海南）

## 异名
- Pentasacme championii Benth.

## 外部連結
- 石蘿藦 Shiluomo （页面存档备份，存于） 藥用植物圖像資料庫 (香港浸會大學中醫藥學院) （繁體中文）（英文）